# Тупољев Ту-114
Тупољев Ту-114 Русија (рус. Туполев Ту-114 Росия), (НАТО назив Cleat) је четворомоторни путнички авион на турбоелисни погон руског произвођача Тупољев намењен дуголинијском авио саобраћају. Рад на пројекту је започет почетком 1955. године, а први лет прототипа био је 15. новембра 1957. године. У оперативну употребу уведен 1961. године. За 14 година експлоатације у Аерофлоту овај авион је превезао преко 6 милиона путника.

## Пројектовање и развој
Интензивним развојем авио саобраћаја педесетих година у Совјетском Савезу појавила се потреба и за интерконтиненталним авионима. Тадашњи авиони Иљушин Ил-18 и Ту-104 су били добри авиони али не за ту намену, нису били намењени за дуге линије и имали су релативно мали капацитет (89 до 100) путника. Стога је ОКБ 156 Тупољев (Опитни Конструкциони Биро - Тупољев), 1955. године добио задатак да пројектује совјетски интерконтинентални путнички авион. Овај биро је имао искуства у пројектовању стратешких интерконтиненталних бомбардера па је било природно да они добију тај задатак. На бази стратешког бомбардера Ту-95 приступило се пројектовању новог авиона. 
Од бомбардера су узети мотори, стајни трап, реп авиона, и крила са врло малим изменама а труп се морао пројектовати посебно и решити многи проблеми који не постоје код бомбардера. То су пре свега комотан смештај око 200 путника, елиминација буке и вибрација током лета, кабина под притиском која мора да обезбеди одговарајућу климу током дуготрајних летова, простор за смештај гардеробе и одлагање пртљага, довољан простор за санитарне потребе као и опрему за смештај и припрему хране. 
Концепцијски авион је подељен на две палубе на доњој је смештен терет, пртљаг, кухиња и остава за храну а на горњој палуби су посада и путници. Тај концепт је задржан и данас, код свих џамбо-џетова. Рад на пројекту се брзо одвијао тако да је за непуних две године прототип био спреман за тестирање у лету. Прототип је први пут полетео 15. новембра 1957. године, а већ 1958. године овим авионом је организован демонстрациони лет за Њујорк. Први лет са путницима организован је 19. маја 1959. године на релацији Москва-Хабаровск, укупно је преваљено 13.500 километара за 18 сати и 50 минута. Авион се у току тестирања показао као добар и поуздан тако да је њиме превезена влада Совјетског Савеза на челу са Н. С. Хрушчовом у званичну посету Вашингтону иако сва тестирања авиона нису завршена. Ту-114 је на велика врата ушао на светску сцену оборивши 32 светска рекорда.

### Технички опис
Авион Тупољев Ту-114 је потпуно металне конструкције, нискококрилац са четири турбо елисна мотора који су постављени на косим крилима, која са трупом заклапају угао од 35°. Мотори су били Кузњецов НК-12МБ, сваки мотор је био опремљен са по две четворокраке металне елисе променљивог корака, које су се окретале у супротном смеру. 
Авион има стајни трап система трицикл, предња носна нога има два точка са гумама ниског притиска а задње ноге које представљају и основне, се налазе испод крила авиона и свака има по 4 точка са нископритисним гумама. Те ноге се увлаче у простор иза мотора лоцираних ближе трупу авиона. Авион има укупно 10 точкова који му омогућавају безбедно слетање и на лоше припремљеним пистама.

### Варијанте авиона Тупољев Ту-114
- Ту-114А  - први производени модел Ту-114 регистрован СССР-75611 први пут приказан на западу 1958. године на Светској изложби у Бриселу. касније је овим авионом Н.Хрушчов ишао у прву посету САД-у. Тај авион је летео до 1968. године од када се налази изложен у музеју Монино.
- Ту-114Д - је специјално адаптирана варијанта авиона за екстремно велике раздаљине. Овим авионом је одржавана линија Москва-Хавана без међуслетања,
- Ту-114ПЛО - варијанта авиона намењена за против бродска дејства, опремљена је морнаричким радаром и противбродским ракетама, може да носи и нукларно оружје,

#### Изведене варијанте
- Ту-116 - варијанта авиона бомбардера Ту-95 са путничком кабином са 24 или 30 седишта,
- Ту-126 - верзија руског AWACS (NATO назив Moss) касније замењен авионом Бериев А-50,

## Оперативно коришћење
Авион Тупољев Ту-114 је произвођен од 1957 до 1964. године и произведено је укупно 32 примерака ових авиона. Прототип је произведен у Фабрици N° 156 из Мосњкве а остали примерци 31 комад у Фабрици N° 18 из Самаре. Поред цивилне намене авион се користио и као транспортни авион за војне потребе. Путничка варијанта је имала посаду од 5 чланова: пилот, копилот, навигатор, флајт инжењер и радио оператер. Овим авионом се углавном одржавале дуге линије унутар Совјетског Савеза као и међународни дуголинијски саобраћај. Повучен је из употребе 1991. године, а заменио га је авион Иљушин Ил-62. Био је веома економичан авион, коришћен је 14 година и за то време превезао преко 6 милиона путника.

### коришћење у свету
Аерофлот је авионима Ту-114 одржавао директне летове за Монтреал, Њујорк, Пекинг, Њу Делхи и Акру. У заједници са јапанским ЈАЛ-ом, Аерофлот је користио авон Ту-114 за одржавање редовног саобраћаја на линији Москва-Токио.

## Земље које користе или су користиле овај авион
- Јапан
- СССР